# Radio Grupo Antonio Contreras
Grupo radiofónico con presencia en la ciudad de Irapuato, Guanajuato y Salamanca, Guanajuato , llamado oficialmente "Radio Grupo Antonio Contreras".

## Historia.
El 1 de enero de 1942 inicia operaciones y transmisiones la segunda emisora de la ciudad de Irapuato, Guanajuato, la XEWE-AM Radio Irapuato, 'La onda 142 de su radio', fundada por el señor Antonio Contreras Hidalgo.
Con el paso del tiempo al lado de XEWE-AM, nace el 27 de julio de 1963 Radio XECN-AM 'Lo mejor en irapuato' una emisora dedicada a la juventud de aquella época, y posteriormente el 5 de septiembre de 1964 la XEYA-AM 'Aquí está la YA' una emisora de género popular. Dichas emisoras sirven para formar el primer grupo radiofónico del bajío "Las Tres Fresas de la Alegría".
El 1 de noviembre de 1967 don Antonio Contreras traspasa las fronteras de Irapuato y en la ciudad de Querétaro se integra la XEQG-AM Radio Ranchito además de que el 1 de julio de 1975 en la ciudad de Salamanca Guanajuanto se suma la XEMAS-AM.
El 2 de agosto de 1976 es una fecha histórica para la ciudad de Irapuato, Guanajuato, ya que se lanza al aire la primera emisora totalmente computarizada en frecuencia modulada la XHNH-FM Estéreo 95 'La Caricia Musical', una radiodifusora exclusiva para gustos exigentes con clase y auténtica estereofonía.
Tras la muerte de Don Antonio Contreras Hidalgo el 2 de marzo de 1980, el grupo 'Fresas de la alegría' adopta el nombre de su fundador, convirtiéndose de esta manera en 'Radio Grupo Antonio Contreras H.', 
En 1980 el ingeniero Marco Antonio Contreras Santoscoy toma la presidencia del grupo radiofónico y al poco tiempo se suman a dicho grupo, el 1°de septiembre de 1981 la XEAMO-AM Radio Amor, y el 14 de noviembre de 1983 la XEEMM-AM Radio Salmantina en Salamanca, Guanajuato.
Con el paso del tiempo las emisoras han evolucionado, actualmente las emisoras de Amplitud Modulada de la ciudad de Irapuato han cambiado a Frecuencia Modulada además de transmitir todas sus emisoras por Internet.

## Emisoras en Irapuato, Gto.
- W Radio Irapuato XHWE-FM  107.9 MHz

Estación que transmite música popular mexicana así como noticieros locales, regionales, de corte nacional e internacional; programas de contenido y radionovelas.
Página de Internet: https://web.archive.org/web/20130908123307/http://www.radioirapuato.com/we/
- Los 40 Irapuato XHCN-FM 88.5 MHz

Estación que transmite música juvenil en español e inglés. El Formato es propiedad de Radiopolis - Grupo Prisa.
Página de Internet: https://web.archive.org/web/20130310202032/http://www.radioirapuato.com/40s.php
- La Picosa, Puro trancazo XHYA-FM 91.9 MHz

Estación que transmite música grupera contemporánea.
Página de Internet: https://web.archive.org/web/20130111060510/http://www.radioirapuato.com/picosa/
- Éxitos 98.9, La número uno XHAMO-FM 98.9 MHz

Estación que transmite música pop en español.
Página de Internet: https://web.archive.org/web/20130310201604/http://www.radioirapuato.com/xeamo.php
- Stereo 95, La estación más emblemática del bajio XHNH-FM  95.1 MHz

Estación que transmite música de catálogo en inglés.
https://web.archive.org/web/20130310202352/http://www.radioirapuato.com/xhnh.php

## Emisoras en Salamanca, Gto.
- Salmantina 810  XEEMM-AM 810 kHz

Estación que transmite Música Grupera
Página de Internet : https://web.archive.org/web/20130417074942/http://www.radioirapuato.com/mm/
- La estación Familiar XEMAS-AM  1560 kHz

Estación que transmite música popular mexicana así como noticieros locales, regionales, de corte nacional e internacional; programas de contenido y radionovelas.
Página de Internet: https://web.archive.org/web/20140714153343/http://www.radioirapuato.com/xemas.php
- Datos: Q6096371